# Jianchangornis
Jianchangornis ist eine ausgestorbene Gattung der Ornithurae. Der Gattungsname leitet sich vom Bezirk Jianchang und dem griechischen ornis „Vogel“ ab.
Die einzig bekannte Art heißt Jianchangornis microdonta.
Die Artenbezeichnung leitet sich vom griechischen mikros „klein“ und odous „Zahn“ ab, einem Hinweis auf die kleinen Zähne im Unterkiefer.
Die Benennung und Beschreibung erfolgte 2009 durch Zhou Zhonghe, Zhang Fucheng und Li Zhiheng.

## Überreste
Das Fossil (Holotyp IVPP V 16708) wurde in der Jiufotang-Formation entdeckt, welche im heutigen China liegt. Die Überreste werden auf ein Alter von ca. 120 Millionen Jahre geschätzt. Die Schädelknochen sowie die Wirbelsäule sind nicht vollständig erhalten. Es ist ungewiss, ob sich Zähne auf dem Zwischenkieferbein befinden. Der Nasenknochen ist ebenfalls unvollständig und ist in der Mitte leicht erweitert. Die Zähne sind ungefähr gleich groß und im Allgemeinen klein und kegelförmig. Die Hinterbeine sind nahezu vollständig erhalten. Der Oberschenkelknochen ist lang und leicht gekrümmt. Der rechte Fuß ist nicht vollständig erhalten, aber der linke Fuß ist fast vollständig. Überreste des Gefieders sind erhalten geblieben, geben aber wenig preis. In der Nähe des linken Oberschenkelknochens des Holotyps sind Fischreste einschließlich Wirbel und Rippen erhalten.

## Besonderheiten
Jianchangornis waren in der Körpergröße den Yanornis am ähnlichsten.  Sie waren kleiner als Jeholornis und Sapeornis, aber größer als andere bekannte Ornithurine wie Yixianornis. Aus dem Befund der Fischreste lässt sich vermuten, dass die Gattung Fischfresser waren. Dies würde die These unterstützen, dass sich Ornithurae an eine Umgebung in der Nähe von Gewässern angepasst haben.